# 德威镇
德威镇，原为德威乡，是中华人民共和国四川省甘孜藏族自治州泸定县下辖的一个乡镇级行政单位。2019年12月，撤销德威乡、加郡乡，设立德威镇，以原德威乡和原加郡乡所属行政区域为德威镇的行政区域，德威镇人民政府驻咱威村1组113号。

## 行政区划
德威镇下辖以下地区：
咱威村、二里坝村、寨子村、堡子村、涨水沟村、海子村、桤木林村、下河坝村、大檐沟村、店子上村、新磨房村、磨子沟村、沙坝村、下奎武村和奎武村。